# Mehmed Ali Pascha

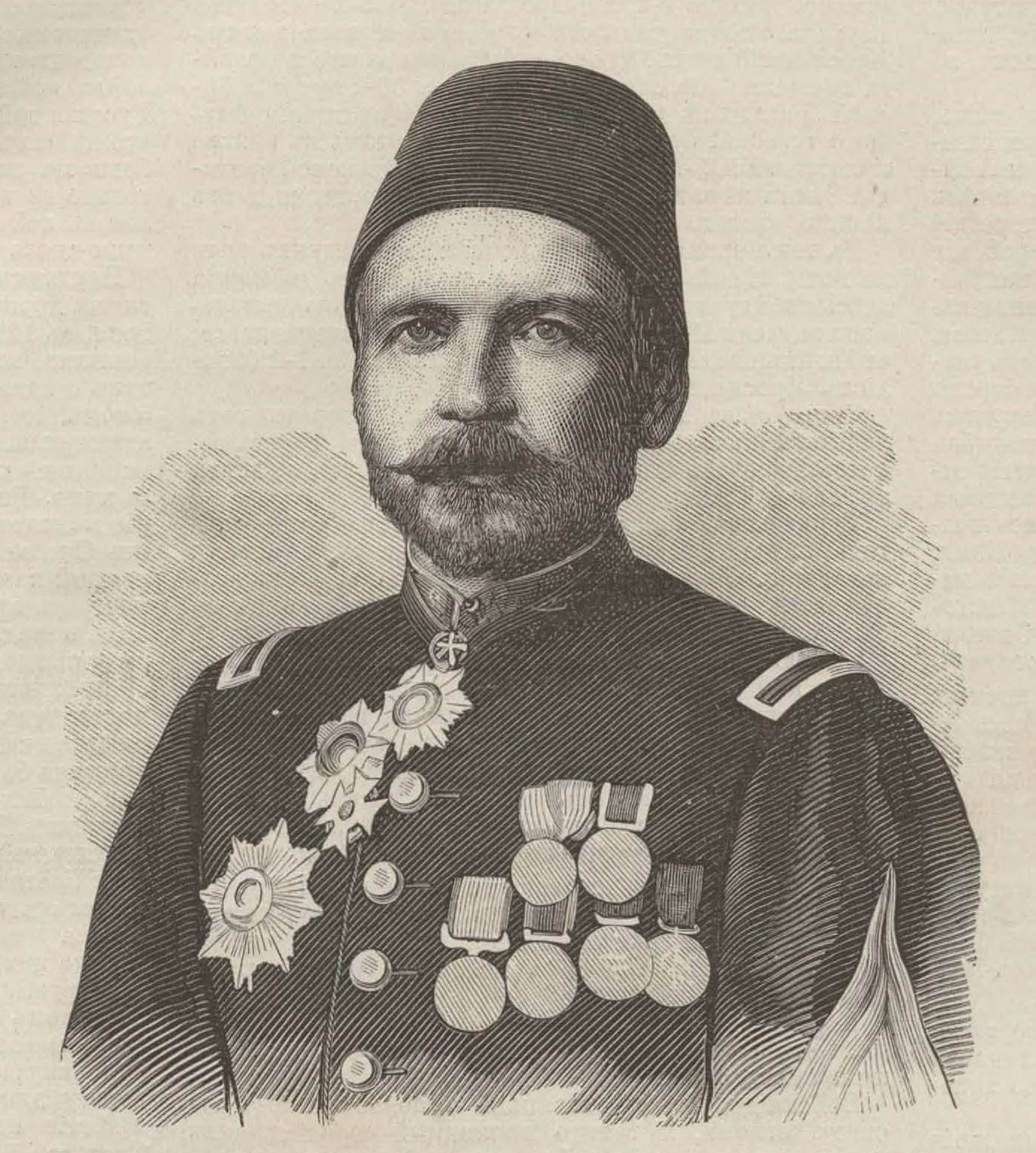
Mehmed Ali Pascha

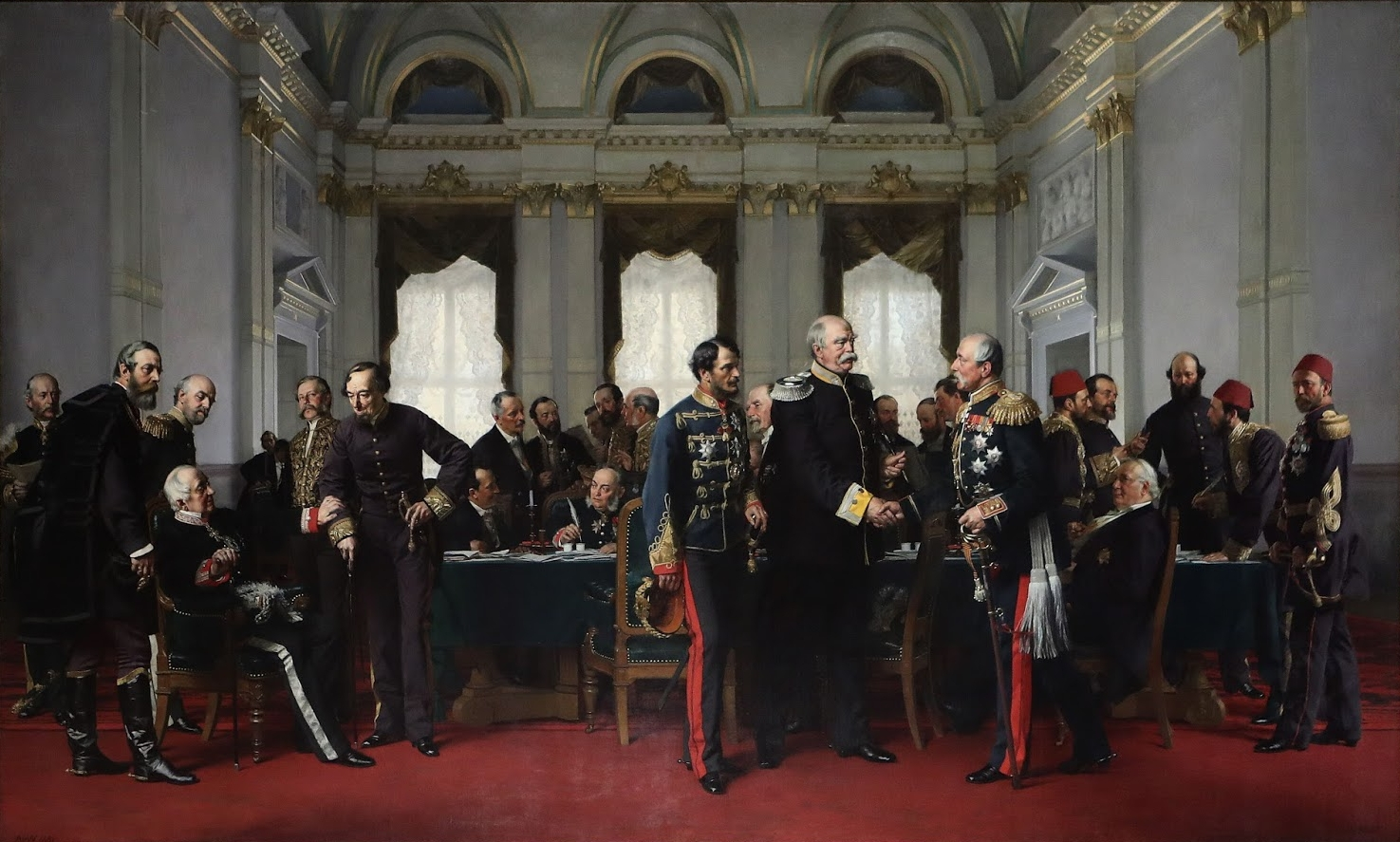
Berliner Kongress, gemalt von Anton von Werner (ganz rechts Mehmed Ali Pascha)

Mehmed (Mehemed) Ali Pascha, geb. als Ludwig Karl Friedrich Detroit, (gelegentlich Carl Detroy) (* 18. November 1827 in Magdeburg, Preußen; † 7. September 1878 in Gjakova, heute Kosovo) war ein osmanischer Feldmarschall deutscher Abstammung.

## Leben
Mehmed Ali Pascha war der Sohn des preußischen Kammermusikers Carl Friedrich Detroit aus Berlin, dessen Großvater († 1777) aus Frankreich eingewandert war, und seiner Ehefrau Henriette Jeanette Severin, einer Bürgerstochter aus Magdeburg. Nach dem Besuch der Grundschule wechselte Ludwig Karl Friedrich Detroit auf das Domgymnasium Magdeburg. In der Tertia (vor der „mittleren Reife“) brach er die Schule ab und versuchte sich in einer kaufmännischen Ausbildung. Mit zwölf Jahren heuerte Karl Detroit auf einer mecklenburgischen Brigg als Schiffsjunge an.
Als er 16 Jahre alt war und das Schiff eines Tages im Hafen von Istanbul lag, flüchtete er mit einem Sprung ins Wasser. Zufällig wurde er durch Mehmed Emin Ali Pascha, den späteren Großwesir, gerettet, und Karl sagte ihm, dass er nicht wieder auf das Schiff zurückgehen wolle. Bis zum Tod des Paschas 1871 blieb dieser Karls Gönner. Karl Detroit konvertierte danach zum Islam, nahm den Namen Mehmed Ali an und wurde auf Vermittlung des Paschas 1846 mit 19 Jahren an einer osmanischen Kadettenschule angenommen; ein Umstand, der beinahe zu einem Politikum geriet, da die preußische Gesandtschaft für den Deutschen Bund offiziell bei der osmanischen Regierung protestierte.
Er konnte diese Ausbildung 1853 abschließen und wurde noch im selben Jahr im Rang eines „Seconde-Lieutenants“ der osmanischen Armee übernommen. Während des Krimkriegs fiel Mehmed Ali dem Oberkommandierenden der Donauarmee Omar Pascha positiv auf und er wurde deshalb zu seinem Ordonnanzoffizier ernannt. Bei Kriegsende hatte Mehmed Ali den Rang eines Majors inne.
Im Stab von Omer Pascha nahm Mehmed Ali an verschiedenen Kriegen teil: Montenegro (1861), Kreta (1867) u. v. m. 1865 avancierte er zum Brigadegeneral und wurde 1871, nach Ali Paschas Tod, ins Rhodopen-Gebirge versetzt, um Aufstandsversuche zu unterdrücken. Zwischen 1875 und 1876 war Mehmed Ali in Bosnien stationiert, war aber dort militärisch nicht sehr erfolgreich. Als Nachfolger von Abdülkerim Nadir Pascha wurde Mehmed Ali am 18. Juli 1877 zum Muschir (Marschall) ernannt. Als solcher hatte er den Oberbefehl der osmanischen Armee in Bulgarien im Russisch-Osmanischen Krieg inne.
Trotz seiner militärischen Erfolge hatte er keine politische Rückendeckung und wurde am 2. Oktober 1877 von seinem Posten abberufen. Nach dem Fall von Plewen wurde Mehmed Ali mit Wirkung vom 9. Januar 1878 Oberbefehlshaber einer Heimatarmee, die er selbst zum Schutz Istanbuls aufgestellt hatte.
Im Juni 1878 wurde er Mitglied der osmanischen Delegation, welche unter Leitung von Alexander Carathéodori am Berliner Kongress teilnahm. Die Hohe Pforte wählte ihn seiner Herkunft wegen aus, was aber in Berlin nicht gewürdigt wurde. Otto von Bismarck sprach von einer „Taktlosigkeit“, und der gesamte deutsche Generalstab lehnte die Anwesenheit Mehmed Alis ab.
Nach Abschluss des Berliner Kongresses wurde Mehmed Ali sogleich ins Grenzgebiet zwischen Montenegro und Albanien geschickt, um einen Aufstand niederzuschlagen. Im Alter von 50 Jahren wurde Mehmed Ali Pascha in Gjakova (heute Kosovo) am 7. September 1878 von den albanischen Aufständischen unter der Führung von Sulejman Vokshi erschlagen.
Der deutsche Maler Anton von Werner hat Mehmet Ali Pascha auf seinem berühmten, heute im Roten Rathaus in Berlin befindlichen, Monumentalgemälde „Der Berliner Kongress“ porträtiert; ebenso 1878 der Maler Carl Johann Arnold   auf einem erheblich kleinformatigerem Gemälde. Theodor Heuss, der erste deutsche Bundespräsident, hat 1948 ein Essay über ihn veröffentlicht. Mehmed Ali heiratete eine Türkin, mit der er vier Töchter hatte; unter seinen Enkeln und Nachkommen waren bekannte Persönlichkeiten wie Nazım Hikmet (Dichter), Ali Fuat Cebesoy (General und Minister) und Oktay Rifat (Schriftsteller).